# Golfines
Golfines fue la denominación que se dio en la España medieval durante la Reconquista a un grupo peculiar de bandoleros y salteadores formado por soldadesca mercenaria ociosa que se dedicaba a robar cuando la paz hacía que no fueran contratados para luchar.

## Historia
El nombre golfín, que luego llegó a constituirse en apellido español, parece provenir de Flandes (Wolf o Wulf, "lobo" en antiguo sajón, o el apellido Wölfflin en alemán suizo, que dio el apellido Holguín o Folguines, como se les llama en unas Ordenanzas de colmeneros de Sevilla de 1254), pues muchos de estos soldados eran guerreros extranjeros, embrutecidos por la lucha contra los albigenses en el sur de Francia. Provenían del norte y centro de Europa y, por tanto, les caracterizaba un marcado desarraigo en tierras castellanas. 
Habían venido a Castilla por una llamada a la santa cruzada de Alfonso VIII en 1212, bendecida por el papa Inocencio III, para luchar contra el Islam, que los absolvería de sus pecados; pero, concluido el trabajo con la victoria de las Navas de Tolosa en ese año, en lugar de marcharse (y quizá por no percibir el salario prometido) se quedaron en un amplio territorio entre La Mancha y Extremadura, alquilándose como ejércitos privados para nobles con disputas territoriales (los Castro y los Lara, por ejemplo, en el reino de Toledo) y dedicados al pillaje o a robar ovejas, lana merina y cosechas. Otros, en cambio, actuaban como cazarrecompensas o cazadores de cabezas, contratados por cristianos o musulmanes para perseguir y capturar a renegados o vengar crímenes. 
Aunque la corona de Castilla durante siglos XIII al XV les otorgó a modo de recompensa el derecho a quedarse y la custodia de territorios recién repoblados y fronterizos con los reinos de Granada y Portugal, durante la repoblación de la tierra de nadie entre cristianos y musulmanes se vivieron de hecho verdaderos actos de terror, saqueos, violaciones y abigeatos de todo tipo, llegando incluso a quemarse poblados enteros allá donde se generó resistencia. Por este motivo se creó la Santa Hermandad vieja de Toledo, Talavera de la Reina y Ciudad Real (entonces llamada Villarreal), o Hermandad de los Montes, que era su denominación más antigua. Se establecía entre algunas ciudades de Castilla que compartían milicias urbanas de merinos, alguaciles y corchetes para perseguir en sus términos los actos de estos bandidos y fundamentalmente era en principio un cuerpo de policía que protegía las explotaciones de colmenas.
Los golpes de estos bandoleros eran tan audaces que en un documento talaverano de la época de Álvaro de Luna se cuenta que llegaron a robar las camas y arcas de plata del rey (quizá Fernando III o Alfonso X el Sabio) y se agruparon bajo un líder morisco llamado Carchena, que asoló la comarca de Ciudad Real. Sobre este personaje del siglo XIII cuenta Julián de Zugasti ciertos hechos novelescos en el tercer tomo de su obra El bandolerismo, estudio social. Otros, sin embargo, sitúan su centro de acción en Guadalupe, Talavera de la Reina, La Jara o Sierra Morena; según Zugasti, su banda fue disuelta y él fue asaeteado en Peralvillo, lugar habitual de las ejecuciones de la Hermandad, siendo descuartizado su cuerpo y expuestos sus pedazos en los árboles linderos del camino Real, cerca de Pozuelo de Calatrava, donde cometió su última fechoría. Sin embargo, todos estos hombres sin principios se volvían necesarios cuando los reyes se veían escasos de efectivos para la guerra; entonces recurrían a ellos concediéndoles frecuentes perdones que obtenían no solo de la Corona, sino de los maestres y de los concejos.
José María Quadrado los define como “vagos, malhechores, criminales, prófugos, hidalgos arruinados por el juego o por los vicios”. En 1327 se les tildaba de “… malhechores de la Jara o de los Montes”. Otros hablan de los golfines como “individuos marginados y empobrecidos a los que las perspectivas de ganancias fáciles empujan hacia la frontera”.
Algunos de estos mercenarios consiguieron, sin embargo, ennoblecerse. En el pasado, la lucha contra o a favor de los musulmanes o en guerras civiles presentaba posibilidades insospechadas. Véanse los casos de los llamados fanfanes Rodrigo Díaz de Vivar, Pedro Ruiz de Azagra o Reverter de La Guardia. Por caso, Alonso Golfín, hijo de Pero Alonso Golfín, defensor de la causa de Enrique IV, logró que los Reyes Católicos le otorgaran licencia para fundar un mayorazgo en beneficio de su hijo, Sancho Paredes. Y aún se conserva en Cáceres su Palacio de los Golfines de Abajo.